# Bo McCalebb
Lester McCalebb, más conocido como Bo McCalebb (Nueva Orleans, Luisiana, 4 de mayo de 1985), es un baloncestista profesional estadounidense con pasaporte de Macedonia del Norte. Mide 1,81 metros y se desempeña en la función de base.

## Trayectoria
Después de estar en la Universidad de Nueva Orleans desde el 2003 hasta el 2008, fichó por el equipo turco del Mersin BB donde en 30 partidos, promedió 17.4 puntos por partido.
Tras esta temporada, fichó por un equipo de mayor nivel, el KK Partizan, donde jugó no solo a nivel nacional, sino que también jugó la Euroliga donde promedió 13.9 puntos y 3.4 asistencias, para ser elegido en el segundo mejor quinteto de la Euroliga. Con este equipo ganó la Liga Adriática, superando en la final a la Cibona de Zagreb.
Para la temporada 2010-2011, fichó por los italianos del Montepaschi Siena que juega Liga y Euroliga. La siguiente temporada, fue condecorado con el Trofeo Alphonso Ford al máximo anotador de la Euroliga, promediando 16,9 puntos por partido. Sus buenas actuaciones, le llevaron a salir escogido en el Segundo Mejor Quinteto de la Euroliga.
A principios de agosto en 2012, se confirmó su fichaje por el Fenerbahçe Ülker, firmando un contrato de 3 años.
En julio de 2014, queda libre tras rescindir su contrato con el Fenerbahçe Ülker. Una vez iniciada la temporada 2014-15, ficha por el Bayern de Múnich. En 2016 ficha por CSP Limoges de la liga francesa. 
Para la temporada 2016/17 se incorpora al CB Gran Canaria de la Liga ACB española.
En diciembre de 2017 se hizo oficial su fichaje por el Tecnyconta Zaragoza de la liga ACB. En marzo de 2018 dejó temporalmente al equipo alegando motivos personales, regresando al club cinco meses después.

## Selección nacional
McCalebb, aunque ni siquiera ha residido en el país balcánico, decidió jugar con la selección de Macedonia del Norte, y obtuvo el pasaporte. Para la clasificación del Eurobasket 2011, fue el segundo máximo anotador de la fase de clasificación.

## Palmarés

### KK Partizán
- Liga del Adriático (1): 2010
- Kup Radivoja Koraća (1): 2010

### Montepaschi Siena
- Lega Basket Serie A (2): 2011 y 2012.
- Copa de Italia (2): 2011 y 2012.
- Supercopa de Italia (2): 2010 y 2011.

### Herbalife Gran Canaria
- Supercopa de España (1): 2016

### Consideraciones individuales
- MVP de la Supercopa de Italia (1): 2010
- Máximo anotador Euroliga (1): 2012
- MVP de la Lega Basket Serie A (1): 2012.
- MVP de las Finales de la Lega Basket Serie A (2): 2011 y 2012
- Mejor Quinteto de la Euroliga (2):
  - Segundo Quinteto (2): 2010 y 2012
- Quinteto del Eurobasket (1):
  - Mejor Quinteto (1): 2011